# Jeremy Ebobisse
Jeremy Ebobisse Ebolo (Parigi, 14 febbraio 1997) è un calciatore statunitense, attaccante del Los Angeles FC.

## Carriera

### Club
Ebobisse firma il primo contratto da professionista nell'estate 2016 senza però riuscire a trovare una squadra fino ai Draft del 2017. Si accasa al Charleston Battery, squadra militante nella USL, dove rimanere fino alla fine della stagione. Nel gennaio 2017 viene ingaggiato dal Portland Timbers.
Dopo quattro stagioni, ha lasciato San Jose e il 24 dicembre 2024 viene ufficializzato il suo passaggio al Los Angeles FC.
Il 22 febbraio ha realizzato contestualmente la prima rete della Major League Soccer 2025 e la prima marcatura con il club di Los Angeles, rete valida per la vittoria finale della partita contro il Minnesota Utd.

### Nazionale
Con gli Stati Uniti under 20 conquista il Nordamericano Under-20 in Nicaragua collezionando 5 presenze. Con l'Under-20 statunitense nella primavera 2017 disputa il Mondiale di categoria in Corea del Sud dove colleziona tre presenze e segna due reti. Il 28 gennaio 2019 esordisce in nazionale maggiore nella vittoria per 3-0 contro Panama.

## Statistiche

### Presenze e reti nei club
Statistiche aggiornate al 26 maggio 2025.
| Stagione                    | Squadra                     | Campionato                  | Campionato | Campionato | Coppe nazionali | Coppe nazionali | Coppe nazionali | Coppe continentali | Coppe continentali | Coppe continentali | Altre coppe | Altre coppe | Altre coppe | Totale | Totale |
| Stagione                    | Squadra                     | Comp                        | Pres       | Reti       | Comp            | Pres            | Reti            | Comp               | Pres               | Reti               | Comp        | Pres        | Reti        | Pres   | Reti   |
| --------------------------- | --------------------------- | --------------------------- | ---------- | ---------- | --------------- | --------------- | --------------- | ------------------ | ------------------ | ------------------ | ----------- | ----------- | ----------- | ------ | ------ |
| 2016                        | Charleston Battery          | USL                         | 5          | 1          | USOC            | -               | -               |                    | -                  | -                  |             | -           | -           | 5      | 1      |
| 2017                        | Portland Timbers 2          | USL                         | 5          | 1          | USOC            | -               | -               |                    | -                  | -                  |             | -           | -           | 5      | 1      |
| 2018                        | Portland Timbers 2          | USL                         | 18         | 4          | USOC            | -               | -               |                    | -                  | -                  |             | -           | -           | 18     | 4      |
| Totale Portland Timbers 2   | Totale Portland Timbers 2   | Totale Portland Timbers 2   | 23         | 5          |                 | -               | -               |                    | -                  | -                  |             | -           | -           | 23     | 5      |
| 2017                        | Portland Timbers            | MLS                         | 14+2       | 1+0        | USOC            | 1               | 0               |                    | -                  | -                  |             | -           | -           | 17     | 1      |
| 2018                        | Portland Timbers            | MLS                         | 9+6        | 2+1        | USOC            | 1               | 1               |                    | -                  | -                  |             | -           | -           | 16     | 4      |
| 2019                        | Portland Timbers            | MLS                         | 34+1       | 11         | USOC            | 4               | 1               | -                  | -                  | -                  | -           | -           | -           | 39     | 12     |
| 2020                        | Portland Timbers            | MLS                         | 15+1       | 5          | -               | -               | -               | -                  | -                  | -                  | MISB        | 7           | 4           | 23     | 9      |
| apr.-ago. 2021              | Portland Timbers            | MLS                         | 13         | 4          | -               | -               | -               | CCL                | 1                  | 0                  | -           | -           | -           | 14     | 4      |
| Totale Portland Timbers     | Totale Portland Timbers     | Totale Portland Timbers     | 85+10      | 23+1       |                 | 6               | 2               |                    | 1                  | 0                  |             | 7           | 4           | 109    | 30     |
| ago.-dic. 2021              | S.J. Earthquakes            | MLS                         | 11         | 1          | -               | -               | -               | -                  | -                  | -                  | -           | -           | -           | 11     | 1      |
| 2022                        | S.J. Earthquakes            | MLS                         | 34         | 17         | USOC            | 2               | 0               | -                  | -                  | -                  | -           | -           | -           | 36     | 17     |
| 2023                        | S.J. Earthquakes            | MLS                         | 34+1       | 10         | USOC            | 1               | 0               | -                  | -                  | -                  | LC          | 2           | 0           | 38     | 10     |
| 2024                        | S.J. Earthquakes            | MLS                         | 31         | 6          | -               | -               | -               | -                  | -                  | -                  | LC          | 4           | 4           | 35     | 10     |
| Totale San Jose Earthquakes | Totale San Jose Earthquakes | Totale San Jose Earthquakes | 110+1      | 34         |                 | 3               | 0               |                    | -                  | -                  |             | 6           | 4           | 120    | 38     |
| 2025                        | Los Angeles FC              | MLS                         | 10         | 3          | -               | -               | -               | CCC                | 4                  | 0                  | LC+CmC      | 0+1         | 0+0         | 15     | 3      |
| Totale carriera             | Totale carriera             | Totale carriera             | 244        | 67         |                 | 9               | 2               |                    | 5                  | 0                  |             | 14          | 8           | 272    | 77     |

### Cronologia presenze e reti in nazionale
| Cronologia completa delle presenze e delle reti in nazionale ― Stati Uniti | Cronologia completa delle presenze e delle reti in nazionale ― Stati Uniti | Cronologia completa delle presenze e delle reti in nazionale ― Stati Uniti | Cronologia completa delle presenze e delle reti in nazionale ― Stati Uniti | Cronologia completa delle presenze e delle reti in nazionale ― Stati Uniti | Cronologia completa delle presenze e delle reti in nazionale ― Stati Uniti | Cronologia completa delle presenze e delle reti in nazionale ― Stati Uniti | Cronologia completa delle presenze e delle reti in nazionale ― Stati Uniti |
| Data                                                                       | Città                                                                      | In casa                                                                    | Risultato                                                                  | Ospiti                                                                     | Competizione                                                               | Reti                                                                       | Note                                                                       |
| -------------------------------------------------------------------------- | -------------------------------------------------------------------------- | -------------------------------------------------------------------------- | -------------------------------------------------------------------------- | -------------------------------------------------------------------------- | -------------------------------------------------------------------------- | -------------------------------------------------------------------------- | -------------------------------------------------------------------------- |
| 28-1-2019                                                                  | Phoenix                                                                    | Stati Uniti                                                                | 3 – 0                                                                      | Panama                                                                     | Amichevole                                                                 | -                                                                          | 66’                                                                        |
| Totale                                                                     |                                                                            | Presenze                                                                   | 1                                                                          |                                                                            | Reti                                                                       | 0                                                                          |                                                                            |

## Palmarès

### Club
- MLS is Back Tournament: 1

Portland Timbers: 2020

### Nazionale
- Campionato nordamericano di calcio Under-20: 1

2017